# Ultrazvočna zobna ščetka
Ultrazvočna zobna ščetka je električna zobna ščetka, namenjena vsakodnevni domači uporabi, ki z oddajanjem ultrazvoka pomaga pri odstranjevanju in preprečevanju nastanka zobnih oblog na neškodljiv način. Ultrazvočne zobne ščetke običajno delujejo pri frekvenci 1,6 MHz, kar pomeni 96.000.000 pulzov ali 192.000.000 gibov na minuto. Ultrazvok je zvočno valovanje v zraku ali tekočini s frekvenco, višjo od človekovega slišnega področja.

## Ozadje
Električne zobne ščetke se uporabljajo že od zgodnjih 1950-ih let. Danes so precej razširjene in jih glede na hitrost vibracij lahko razdelimo v tri kategorije: električne, sonične in ultrazvočne.
Električne zobne ščetke vibrirajo v smeri gor/dol ali s krožnimi gibi, včasih v kombinaciji obojega. Hitrost električnih zobnih ščetk se meri v gibih na minuto. Obstajajo hitrosti nekaj tisoč na minuto do okoli 10.000 ali 12.000 gibov na minuto. Sonične zobne ščetke se imenujejo sonične, ker njihove vibracije proizvajajo zvok, ki je v nasprotju z drugimi motorji v območju človekovih osnovnih govornih frekvenc. Glasovno področje tipičnega odraslega moškega ima osnovno frekvenco med 85 in 180 Hz (10.200 do 21.000 gibov na minuto), glasovno področje tipične odrasle ženske med 165 in 255 Hz (19.800 do 30.600 gibov na minuto). Ultrazvočne zobne ščetke delujejo z oddajanjem ultrazvočnega valovanja, običajno s pomočjo piezo kristala. Ultrazvok so vibracije, višje od 20.000 Hz oziroma 2.400.000 gibov na minuto. Najpogostejša frekvenca ultrazvočnih zobnih ščetk, pri kateri so bile tudi izvedene številne znanstvene študije , je v območju približno 1,6 MHz oziroma 96.000.000 pulzov ali 192,000,000 gibov na minuto.

## Zgodovina
Prvo ultrazvočno zobno ščetko, sprva pod blagovno znamko Ultima® in kasneje Ultrasonex®, obe pod okriljem podjetja Sonex Corporation, je patentiral Robert T. Bock v ZDA leta 1992 istega leta je FDA dala soglasje za vsakodnevno domačo uporabo. ISprva je ultrazvočna zobna ščetka Ultima® delovala samo z ultrazvokom. Nekaj let kasneje so zobni ščetki Ultrasonex® dodali še električni motor, ki proizvaja zvočne vibracije. Podjetje Sonex se je nato prodalo podjetju Salton, Inc., ki je začelo distribucijo izdelkov v ZDA in številnih drugih državah. V letu 2008 se je novi lastnik Salton Corporation odločil za umik s trga ustne higiene, kar je vodilo v nastanek novih blagovnih znamk ultrazvočnih zobnih ščetk, kot so Ultreo®, Megasonex®, Smilex® in Emmi-Dent®. Danes večina ultrazvočnih zobnih ščetk deluje v kombinaciji ultrazvoka in zvočnih vibracij.

## Učinkovitost
Ultrazvok v območju med 1,0 do 3,0 MHz se široko uporablja v terapevtske namene za pospeševanje celjenja zlomov kosti, zdravljenje aftoznega stomatitisa, krvavitev dlesni, odstranjevanje plaka in širše v medicini.

## Varnost ultrazvoka
Ultrazvok se v medicini uporablja že skoraj pol stoletja, skozi celotno obdobje pa so preučevali tudi njegovo varnost. Leta 1992 je ameriški FDA (Food and Drug Administration) dovolil uporabo ultrazvoka frekvence 1,6 MHz v zobnih ščetkah. Leta 1993 je Ameriški inštitut za ultrazvok v medicini (American Institute of Ultrasound in Medicine, AIUM), v povezavi z National Electrical Manufacturers Association (NEMA) razvil standard Output Display Standard (ODS), ki vključuje indeks toplote in mehanski indeks, katera sta bila dodana v nove predpise FDA za ultrazvočne naprave. Ti predpisi omejujejo moč ultrazvočnih naprav na tako nizko, da učinek ultrazvoka ne more povzročiti dviga temperature okolnega tkiva za več kot 1° C.